# Comuna Velîkîi Dîvlîn, Luhînî
Velîkîi Dîvlîn (în ucraineană Великодивлинська сільська рада) este o comună în raionul Luhînî, regiunea Jîtomîr, Ucraina, formată din satele Ivanivka, Malîi Dîvlîn, Velîkîi Dîvlîn (reședința) și Verbivka.

## Demografie
Componența lingvistică a comunei Velîkîi Dîvlîn
     Ucraineană (99,43%)
     Alte limbi (0,49%)
Conform recensământului din 2001, majoritatea populației comunei Velîkîi Dîvlîn era vorbitoare de ucraineană (99,43%), existând în minoritate și vorbitori de alte limbi.